# Ivan Bátory
Ivan Bátory (ur. 3 maja 1975 w Liptowskim Mikułaszu) – słowacki biegacz narciarski, srebrny medalista mistrzostw świata juniorów.

## Kariera
Po raz pierwszy na arenie międzynarodowej Ivan Bátory pojawił się 4 grudnia 1993 roku w zawodach FIS Race w Tauplitz, gdzie zajął 33. miejsce w biegu na 10 km techniką klasyczną. W 1994 roku wystąpił na mistrzostwach świata juniorów w Breitenwang, zarówno na dystansie 30 km techniką dowolna, jak i w biegu na 10 km klasykiem plasując się na początku trzeciej dziesiątki. Rok później, podczas mistrzostw świata juniorów w Gällivare Słowak wywalczył srebrny medal w biegu na 10 km techniką klasyczną.
W Pucharze Świata zadebiutował tydzień później, 11 grudnia 1993 roku w Santa Caterina, zajmując 89. miejsce w biegu na 30 km klasykiem. Pierwsze punkty Bátory zdobył nieco ponad rok później, 14 grudnia 1994 roku w Tauplitzalm plasując się na 28. miejscu w biegu stylem klasycznym na 15 km. W klasyfikacji generalnej sezonu 1994/1995 zajął ostatecznie 75. miejsce. Pierwsze raz na podium Bátory stanął 27 listopada 1999 roku w szwedzkiej miejscowości Kiruna, gdzie był trzeci w biegu na 10 km stylem klasycznym. Do końca kariery jeszcze dwukrotnie stawał na podium: 15 grudnia 2001 roku w Davos oraz 19 listopada 2005 roku w Beitostølen plasował się na trzeciej pozycji w biegu na 15 km techniką klasyczną. Najlepsze wyniki w Pucharze Świata osiągnął w sezonie 1998/1999, który ukończył na 15. pozycji w klasyfikacji generalnej.
Pierwszą dużą imprezą w jego karierze były igrzyska olimpijskie w Lillehammer w 1994 roku, gdzie zajął między innymi 34. miejsce w biegu pościgowym 10+15 km. Startował na wszystkich igrzyskach w latach 1998–2010, najlepszy wynik osiągając podczas igrzysk olimpijskich w Turynie w 2006 roku, gdzie razem z Martinem Bajčičákiem był ósmy w sprincie drużynowym. Indywidualnie najlepiej zaprezentował się na igrzyskach w Nagano w 1998 roku zajmując 19. pozycję na dystansie 50 km techniką dowolną. W latach 1995–2011 wystąpił także we wszystkich edycjach mistrzostw świata. Najlepiej wypadł na mistrzostwach świata w Val di Fiemme w 2003 roku, gdzie był szósty w biegu na 15 km techniką klasyczną. W pierwszej dziesiątce znalazł się także podczas mistrzostw świata w Trondheim w 1997 roku, kiedy zajął dziesiąte miejsce na dystansie 50 km klasykiem.

## Osiągnięcia

### Igrzyska olimpijskie
| Miejsce | Dzień     | Rok  | Miejscowość    | Konkurencja                     | Czas biegu | Strata  | Zwycięzca                   |
| ------- | --------- | ---- | -------------- | ------------------------------- | ---------- | ------- | --------------------------- |
| 43.     | 17 lutego | 1994 | Lillehammer    | 10 km st. klasycznym            | 24:20,1    | +2:38,6 | Bjørn Dæhlie                |
| 34.     | 19 lutego | 1994 | Lillehammer    | 10+15 km pościgowy              | 1:00:08,8  | +5:25,5 | Bjørn Dæhlie                |
| 26.     | 9 lutego  | 1998 | Nagano         | 30 km st. klasycznym            | 1:33:55,8  | +6:52,0 | Mika Myllylä                |
| 60.     | 12 lutego | 1998 | Nagano         | 10 km st. klasycznym            | 27:24,5    | +3:43,1 | Bjørn Dæhlie                |
| 33.     | 14 lutego | 1998 | Nagano         | 10 km + 15 km pościgowy         | 1:07:01,7  | +4:40,5 | Thomas Alsgaard             |
| 11.     | 17 lutego | 1998 | Nagano         | Sztafeta 4 × 10 km              | 1:40:55,7  | +3:35,9 | Norwegia                    |
| 19.     | 22 lutego | 1998 | Nagano         | 50 km st. dowolnym              | 2:05:08,2  | +8:46,3 | Bjørn Dæhlie                |
| 21.     | 12 lutego | 2002 | Salt Lake City | 15 km st. klasycznym            | 37:07,4    | +2:24,6 | Andrus Veerpalu             |
| 25.     | 14 lutego | 2002 | Salt Lake City | 2 × 10 km łączony               | 49:48,9    | +1:23,8 | Thomas Alsgaard Frode Estil |
| 25.     | 23 lutego | 2002 | Salt Lake City | 50 km st. klasycznym            | 2:06:20,8  | +9:04,4 | Michaił Iwanow              |
| 24.     | 12 lutego | 2006 | Turyn          | 2 × 15 km łączony               | 1:17:00,8  | +1:57,4 | Jewgienij Diemientjew       |
| 8.      | 14 lutego | 2006 | Turyn          | Sprint drużynowy st. klasycznym | 17:02,9    | +28,0   | Szwecja                     |
| 26.     | 17 lutego | 2006 | Turyn          | 15 km st. klasycznym            | 38:01,3    | +2:24,8 | Andrus Veerpalu             |
| 47.     | 26 lutego | 2006 | Turyn          | 50 km st. dowolnym              | 2:06:11,8  | +4:20,4 | Giorgio Di Centa            |
| 40.     | 15 lutego | 2010 | Vancouver      | 15 km st. dowolnym              | 33:36,3    | +2:01,8 | Dario Cologna               |
| 14.     | 22 lutego | 2010 | Vancouver      | Sprint drużynowy st. dowolnym   | 19:01,0    | –       | Norwegia                    |
| 12.     | 24 lutego | 2010 | Vancouver      | Sztafeta 4 × 10 km              | 1:45:05,4  | +4:46,6 | Szwecja                     |
| DNF     | 28 lutego | 2010 | Vancouver      | 50 km st. klasycznym            | 2:05:35,5  | –       | Petter Northug              |

### Mistrzostwa świata
| Miejsce | Dzień     | Rok  | Miejscowość   | Konkurencja                        | Czas biegu | Strata   | Zwycięzca           |
| ------- | --------- | ---- | ------------- | ---------------------------------- | ---------- | -------- | ------------------- |
| 28.     | 11 marca  | 1995 | Thunder Bay   | 10 km stylem klasycznym            | 24:52,3    | +2:01,4  | Władimir Smirnow    |
| 36.     | 13 marca  | 1995 | Thunder Bay   | 10+15 km pościgowy                 | 1:06:19,5  | +3:32,2  | Władimir Smirnow    |
| 13.     | 24 lutego | 1997 | Trondheim     | 10 km stylem klasycznym            | 23:41,8    | +2:06,3  | Bjørn Dæhlie        |
| 15.     | 25 lutego | 1997 | Trondheim     | 10 km + 15 km pościgowy            | 1:00:11,1  | +3:10,3  | Bjørn Dæhlie        |
| 9.      | 28 lutego | 1997 | Trondheim     | Sztafeta 4 × 10 km                 | 1:45:05,4  | +4:46,6  | Szwecja             |
| 10.     | 2 marca   | 1997 | Trondheim     | 50 km stylem klasycznym            | 2:16:37,5  | +6:48,3  | Mika Myllylä        |
| 20.     | 19 lutego | 1999 | Ramsau        | 30 km stylem dowolnym              | 1:15:26,2  | 4:22,5   | Mika Myllylä        |
| 16.     | 22 lutego | 1999 | Ramsau        | 10 km stylem klasycznym            | 24:19,2    | +1:02,4  | Mika Myllylä        |
| 12.     | 23 lutego | 1999 | Ramsau        | 10+15 km pościgowy                 | 1:05:54,9  | +37,3    | Thomas Alsgaard     |
| 11.     | 26 lutego | 1999 | Ramsau        | Sztafeta 4 × 10 km                 | 1:35:07,5  | +5:44,7  | Austria             |
| DNF     | 28 lutego | 1999 | Ramsau        | 50 km stylem klasycznym            | 2:18:08,7  | –        | Mika Myllylä        |
| DNF     | 15 lutego | 2001 | Lahti         | 15 km stylem klasycznym            | 39:26,0    | –        | Per Elofsson        |
| 20.     | 17 lutego | 2001 | Lahti         | 2 × 10 km łączony                  | 47:15,5    | +1:19,5  | Per Elofsson        |
| 16.     | 19 lutego | 2001 | Lahti         | 30 km stylem klasycznym            | 1:14:17,9  | +3:06,9  | Andrus Veerpalu     |
| 38.     | 21 lutego | 2001 | Lahti         | Sprint stylem dowolnym             | 3:14,1     | –        | Tor Arne Hetland    |
| 10.     | 22 lutego | 2001 | Lahti         | Sztafeta 4 × 10 km                 | 1:36:42,5  | +4:40,0  | Norwegia            |
| 22.     | 19 lutego | 2003 | Val di Fiemme | 30 km stylem klasycznym            | 1:12:29,3  | +2:17,6  | Thomas Alsgaard     |
| 6.      | 21 lutego | 2003 | Val di Fiemme | 15 km stylem klasycznym            | 35:47,5    | +17,6    | Axel Teichmann      |
| 24.     | 23 lutego | 2003 | Val di Fiemme | 2 × 10 km łączony                  | 47:42,3    | +53,0    | Per Elofsson        |
| 42.     | 1 marca   | 2003 | Val di Fiemme | 50 km stylem dowolnym              | 1:54:25,3  | +7:13,1  | Martin Koukal       |
| 48.     | 20 lutego | 2005 | Oberstdorf    | 2 × 15 km łączony                  | 1:19:20,5  | +5:49,7  | Vincent Vittoz      |
| 37.     | 27 lutego | 2005 | Oberstdorf    | 50 km stylem klasycznym            | 2:30:10,1  | +4:03,2  | Frode Estil         |
| DNF     | 24 lutego | 2007 | Sapporo       | 2 × 15 km łączony                  | 1:11:35,8  | –        | Axel Teichmann      |
| 64.     | 24 lutego | 2007 | Sapporo       | 15 km stylem dowolnym              | 35:50,0    | +3:51,4  | Lars Berger         |
| 37.     | 4 marca   | 2007 | Sapporo       | 50 km stylem klasycznym            | 2:20:12,6  | +13:29,1 | Odd-Bjørn Hjelmeset |
| 17.     | 20 lutego | 2009 | Liberec       | 15 km stylem klasycznym            | 38:54,4    | +1:18,8  | Andrus Veerpalu     |
| 29.     | 1 marca   | 2009 | Liberec       | 50 km stylem dowolnym              | 1:59:38,1  | +2:49,2  | Petter Northug      |
| 15.     | 25 lutego | 2009 | Liberec       | Sprint drużynowy stylem klasycznym | 22:48,5    | –        | Norwegia            |
| 43.     | 1 marca   | 2011 | Oslo          | 15 km stylem klasycznym            | 38:14,7    | +3:16,8  | Matti Heikkinen     |
| 12.     | 2 marca   | 2011 | Oslo          | Sprint drużynowy stylem klasycznym | 19:10,0 in | –        | Kanada              |

### Mistrzostwa świata juniorów
| Miejsce | Dzień       | Rok  | Miejscowość | Konkurencja             | Wynik     | Strata   | Zwycięzca            |
| ------- | ----------- | ---- | ----------- | ----------------------- | --------- | -------- | -------------------- |
| 32.     | 2 marca     | 1993 | Harrachov   | 10 km stylem klasycznym | 30:46,5   | +2:10,1  | Mathias Fredriksson  |
| 7.      | 4 marca     | 1993 | Harrachov   | Sztafeta 4 × 10 km      | 2:00:20,1 | +5:02,5  | Norwegia             |
| 92.     | 6 marca     | 1993 | Harrachov   | 30 km stylem dowolnym   | 1:15:36,3 | +20:23,6 | Kjetil Juul Pedersen |
| 21.     | 26 stycznia | 1994 | Breitenwang | 10 km stylem klasycznym | 28:36,5   | +1:24,4  | Grigorij Gutnikow    |
| 11.     | 28 stycznia | 1994 | Breitenwang | Sztafeta 4 × 10 km      | 1:55:55,6 | +6:51,1  | Japonia              |
| 22.     | 30 stycznia | 1994 | Breitenwang | 30 km stylem dowolnym   | 1:18:07,8 | +3:31,4  | Mitsuo Horigome      |
| 2.      | 1 marca     | 1995 | Gällivare   | 10 km stylem klasycznym | 27:26,1   | +6,1     | Roman Mironow        |
| 4.      | 3 marca     | 1995 | Gällivare   | Sztafeta 4 × 10 km      | 1:51:54   | +1:59    | Włochy               |
| 14.     | 5 marca     | 1995 | Gällivare   | 30 km stylem dowolnym   | 1:22:35,2 | +3:01,6  | Pietro Broggini      |

### Puchar Świata

#### Miejsca w klasyfikacji generalnej
- sezon 1994/1995: 78.
- sezon 1995/1996: 47.
- sezon 1996/1997: 32.
- sezon 1997/1998: 62.
- sezon 1998/1999: 15.
- sezon 1999/2000: 19.
- sezon 2000/2001: 26.
- sezon 2001/2002: 21.
- sezon 2002/2003: 30.
- sezon 2003/2004: 103.
- sezon 2004/2005: 60.
- sezon 2005/2006: 60.
- sezon 2006/2007: 47.
- sezon 2007/2008: 82.
- sezon 2008/2009: 145.
- sezon 2009/2010: 147.
- sezon 2010/2011: 175.

#### Miejsca na podium w zawodach chronologicznie
| Nr | Dzień        | Rok  | Miejscowość | Konkurencja             | Czas biegu | Pozycja | Strata | Zwycięzca           |
| -- | ------------ | ---- | ----------- | ----------------------- | ---------- | ------- | ------ | ------------------- |
| 1. | 27 listopada | 1999 | Kiruna      | 10 km stylem klasycznym | 26:23,3    | 3.      | +12,3  | Odd-Bjørn Hjelmeset |
| 2. | 15 grudnia   | 2001 | Davos       | 15 km stylem klasycznym | 40:55,3    | 3.      | +13,3  | Erling Jevne        |
| 3. | 19 listopada | 2005 | Beitostølen | 15 km stylem klasycznym | 40:50,0    | 3.      | +24,8  | Tor Arne Hetland    |